# جميل مزهر
جميل صالح عبد الله مزهر (وُلد في 16 يوليو 1964) سياسي فلسطيني يشغل منصب نائب الأمين العام للجبهة الشعبية لتحرير فلسطين، انضم إلى صفوف الجبهة الشعبية لتحرير فلسطين عام 1980. انتخب نائباً للأمين العام للجبهة الشعبية لتحرير فلسطين في المؤتمر الوطني الثامن للجبهة والذي انعقد في أوائل مايو 2022. وهو حاصل على شهادة البكالوريوس في الإدارة.

## اعتقاله واستهدافه
تعرض للاعتقال الإداري على أيدي سلطات الاحتلال مرتين خلال الانتفاضة الأولى، الأولى عام 1989، والثانية عام 1992. استهدف منزله في معسكر النصيرات خلال عدوان (2008-2009) على قطاع غزة، مما أدى إلى تدميره.

## نشاطه السياسي والوطني
تبوأ العديد من المناصب القيادية الهامة في الجبهة الشعبية بمختلف مستوياتها التنظيمية وصولاً لانتخابه في المكتب السياسي في المؤتمر الوطني السابع، وتقلد مسؤولية فرع غزة. وحقق خلالها الكثير من الإنجازات والبصمات في مختلف المجالات التنظيمية والسياسية والإدارية، وواصل خلال مسؤوليته عن فرع القطاع استكمال مسيرة البناء وإرساء دعائم الوضع التنظيمي للجبهة في القطاع، ومواصلة تصليب الجبهة الشعبية تنظيمياً، من خلال عملية نهضة شاملة في الجبهة الشعبية في قطاع غزة سواء في عملية التوسع الحزبي أو الحضور الوطني أو الكفاحي، واستطاع ورفاقه أن يكون للجبهة تواجد فاعل وصوت مسموع بين القوى.
يحظى بإجماع ومكانة مرموقة بين رفاقه في الجبهة، ومختلف الشخصيات الوطنية والمجتمعية بفضل المبادرات الوطنية والمجتمعية التي قدمها، والجهود الوطنية المبذولة من أجل إنهاء الانقسام وإنجاز الوحدة الوطنية، وتحقيق العدالة الاجتماعية بين أبناء الشعب الفلسطيني، والنضال من أجل انتزاع حقوقهم، فقد كان من أبرز المدافعين عن أبناء الشعب الفلسطيني وخصوصاً اللاجئين، والذين ما زالوا يناضلوا من أجل إنهاء الانقسام وإنجاز المصالحة، والذين يتصدون لكل أشكال الاعتداء على الحريات.
وهو أحد مؤسسي «اللجنة الشعبية للاجئين في مخيم النصيرات»، وشارك في تأسيس العديد من المؤسسات الأهلية ذات الصبغة اليسارية التقدمية.

### انتخابه نائبا للأمين العام
انتخب نائباً للأمين العام للجبهة الشعبية لتحرير فلسطين الأسير أحمد سعدات في المؤتمر الوطني الثامن للجبهة والذي انعقد في أوائل مايو 2022.

## وصلات خارجية
- نائب الأمين العام للجبهة الشعبيّة الرفيق جميل مزهر يعلن نتائج المؤتمر الثامن للجبهة.
- من هو جميل مزهر نائب الأمين العام للجبهة الشعبية.
- انتخاب الأمين العام الرفيق أحمد سعدات ونائبه جميل مزهر".